# Cerro Pelado (Rivera)
Cerro Pelado es una localidad uruguaya del departamento de Rivera.

## Ubicación
La localidad se encuentra situada en la zona centro del departamento de Rivera, al norte del arroyo de los Vargas, y sobre la ruta 27 a la altura de su km 73.

## Población
Según el censo de 2011, la localidad contaba con una población de 128 habitantes.
| 119           | 143 | 128 |
| (Fuente: INE) |     |     |